# Trypeta buddha
Trypeta buddha är en tvåvingeart som beskrevs av Erich Martin Hering 1942. Trypeta buddha ingår i släktet Trypeta och familjen borrflugor. Inga underarter finns listade i Catalogue of Life.